# Nowosiółki (Chełm)
Pour les articles homonymes, voir Nowosiółki.
Nowosiółki (prononciation : [nɔvɔˈɕuu̯kʲi]) est un village polonais de la gmina de Chełm dans le powiat de Chełm de la voïvodie de Lublin dans l'est de la Pologne.
Il se situe à environ 12 kilomètres au nord-ouest de Pokrówka (siège de la gmina), 11 kilomètres à l'ouest de Chełm (siège du powiat) et 55 kilomètres à l'est de Lublin (capitale de la voïvodie).

## Histoire
De 1975 à 1998, le village est attaché administrativement à la voïvodie de Chełm.

Depuis 1999, il fait partie de la voïvodie de Lublin.